# Neotachidius parvus
Neotachidius parvus is een eenoogkreeftjessoort uit de familie van de Tachidiidae. De wetenschappelijke naam van de soort is voor het eerst geldig gepubliceerd in 2005 door Huys, Ohtsuka, Conroy-Dalton & Kikuchi.